# Juan Carlos Cabrera
Juan Carlos Cabrera (Ciudad de México, 7 de junio de 1988) es un remero mexicano.

## Logros deportivos
Ganó medalla de plata durante los XXII Juegos Centroamericanos y del Caribe en la especialidad de un par remo corto y cuatro pares cortos. Tiene el lugar número trece dentro del Campeonato Mundial de Remo de 2015 con un tiempo de 6:48 min. Primer lugar en el preolímpico de Valparaíso.  En los Juegos Olímpicos de Río de Janeiro 2016 logró el octavo lugar.